# جايسون بي ليستير
جايسون بي ليستير (بالإنجليزية: Jason P. Lester)‏ هو متسابق ثلاثي أمريكي، ولد في 1974.

## وصلات خارجية
- الموقع الرسمي
- جايسون بي ليستير على موقع الاتحاد الألماني للألترا ماراثون (الإنجليزية)